# Tractat de Gueórguievsk

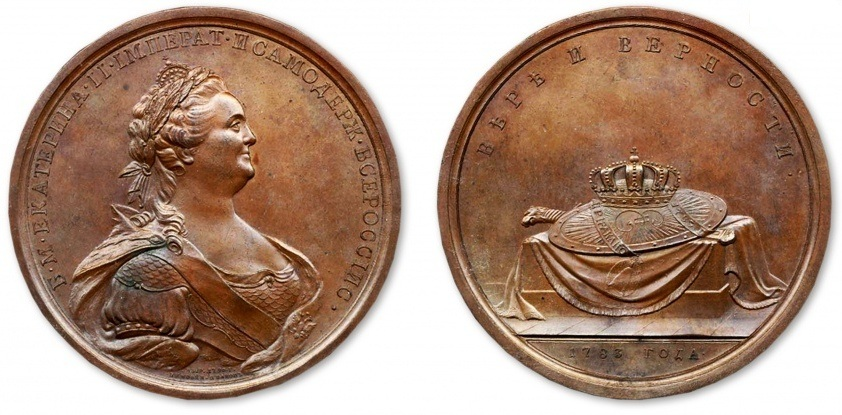
Medalla commemorativa del Tractat, de 1790.

El Tractat de Gueórguievsk (en rus, Георгиевский трактат, en georgià: გეორგიევსკის ტრაქტატი) va ser un tractat bilateral signat entre l'Imperi Rus i el regne georgià oriental de Kartli-Kakhètia el 24 de juliol de 1783. El tractat establia que Geòrgia seria un protectorat de l'Imperi, garantint la integritat territorial de Geòrgia i la continuació de la dinastia Bagrationi en el poder a canvi de prerrogatives en la conducció dels afers exteriors.
D'aquesta manera, Geòrgia rebutjava tota forma de dependència de Pèrsia, sobirana de gran part de Geòrgia durant segles, i de cap altra potència de la regió. Pel tractat, els nous reis de Geòrgia havien de rebre la confirmació i investidura del tsar.

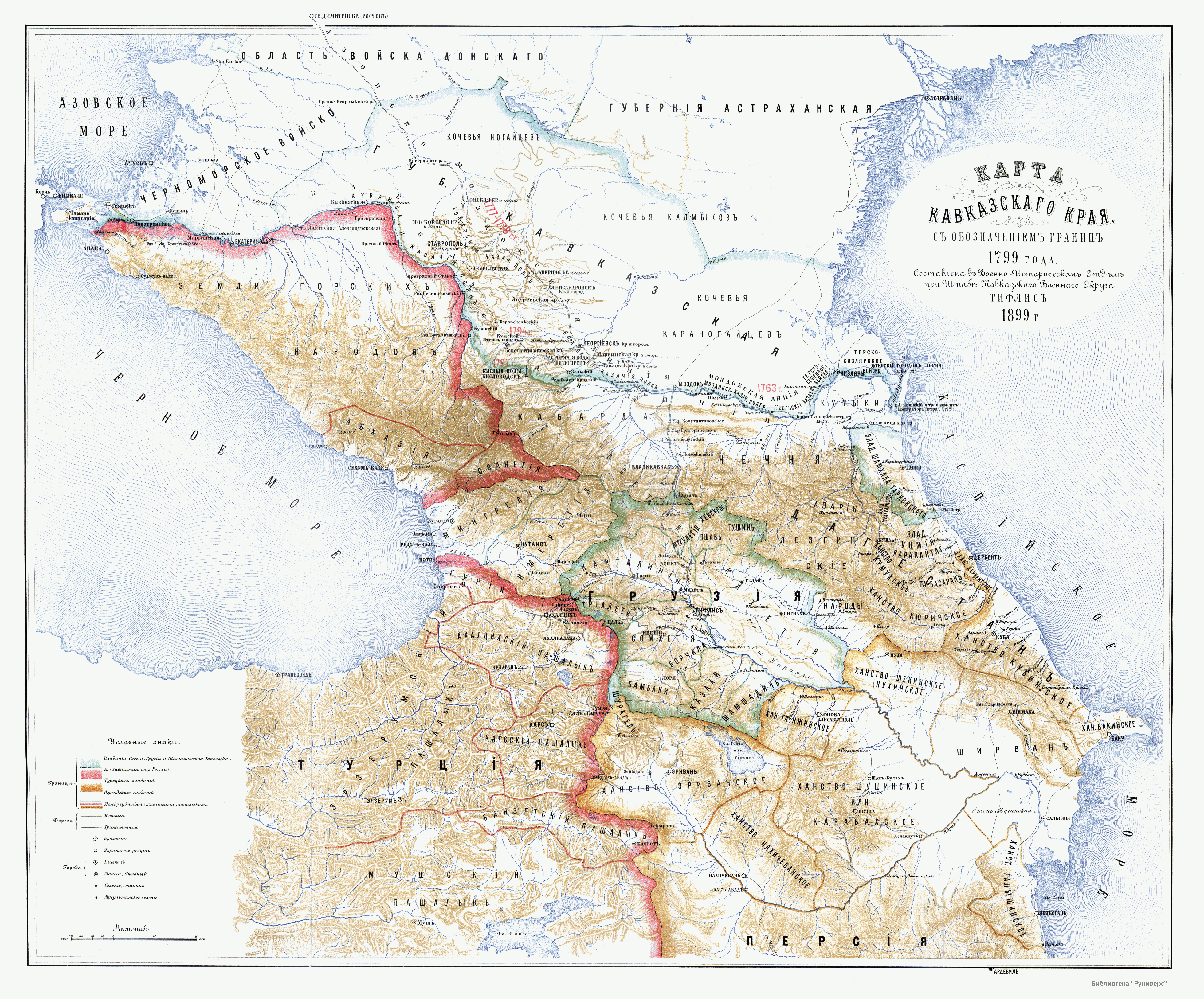
Mapa dels estats del Caucas el 1799.

## Termes del tractat

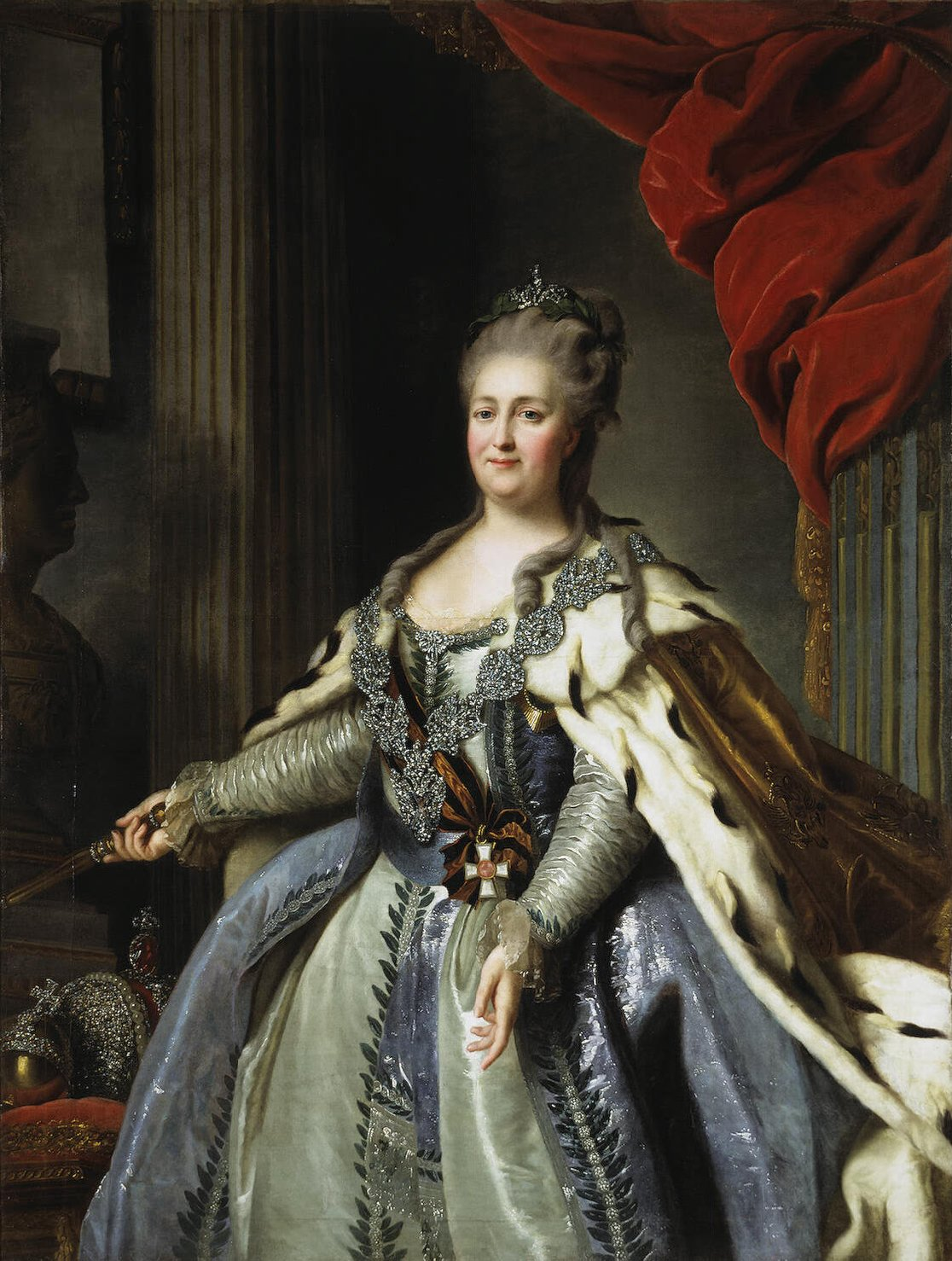
Caterina II, signant del Tractat.

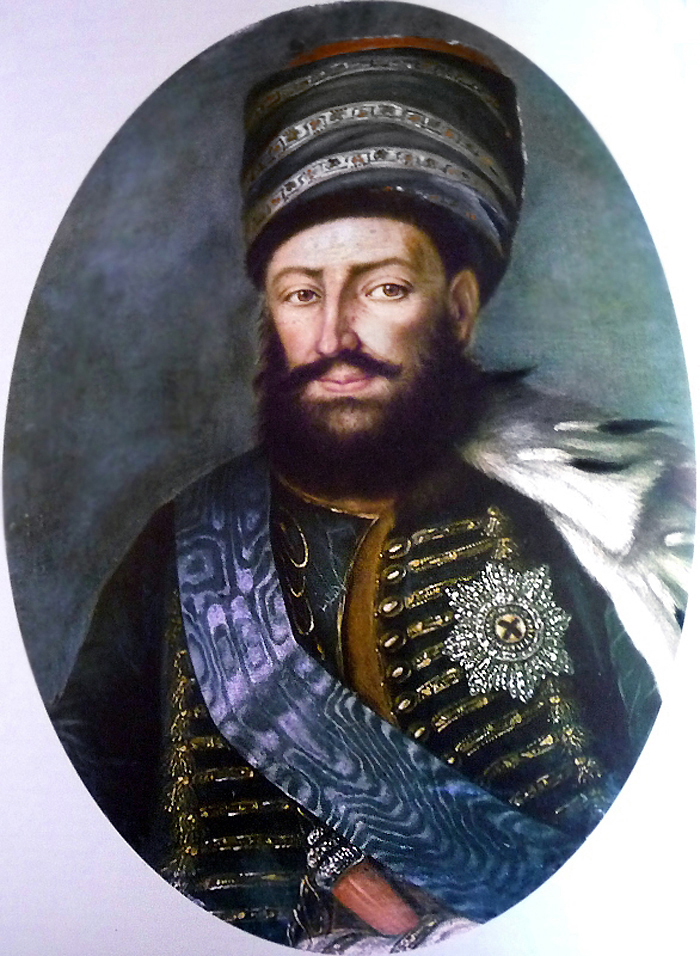
Heracli II, signant del Tractat.

Sota els articles I, II, IV, VI i VII dels termes del tractat, l'emperadriu de Rússia, Caterina II, es convertia en l'única sobirana dels governants de Kartli-Kakhètia, garantint la sobirania interna dels georgians i la seva integritat territorial, prometent considerar als seus enemics com a enemics seus també. Cadascun dels reis dels regnes georgians hauria de prestar, des de llavors, vassallatge als emperadors de Rússia, ajudar-los en la guerra i no tenir relacions diplomàtiques amb altres nacions sense el consentiment rus.
Donat l'historial d'invasions sobre Geòrgia provinents del sud, l'aliança amb Rússia va poder ser vista com l'única manera de dissuadir o resistir l'agressió persa o otomana, establint a més un vincle amb Europa occidental. En el passat, els reis de Geòrgia no només havien acceptat la dominació formal per part dels emperadors turcs i perses, sinó que ocasionalment s'havien fins i tot convertit a l'Islam, així que aquest nou pacte amb una potència estrangera no estava fora de la tradició georgiana. En el preàmbul del tractat i en l'article VIII s'afirmava la unió d'ambdues monarquies en la fe ortodoxa. El catolicós de l'Església Ortodoxa de Geòrgia, es va convertir en el vuitè arquebisbe permanent de Rússia i en membre del Santíssim Sínode Governant.
Altres provisions del tractat incloïen garanties mútues d'una frontera oberta per a viatgers, emigrants i mercaders, entre els dos regnes, emigrants i mercaders (articles X i XI), mentre Rússia es comprometia "a deixar el poder per a l'administració interna, la llei i l'ordre, i la recaptació d'impostos sota la completa voluntat i ús de Sa Serena Altesa el Tsar, prohibint-se a les Autoritats Militars i Civils d'intervenir en les lleis o ordres internes" (article VI). L'article III creava una cerimònia d'investidura en la qual els reis georgians, després de jurar fidelitat als emperadors russos, rebien la regalia reial.
El tractat va ser negociat per part de Rússia pel tinent general Pável Potiomkin, comandant de les tropes a Astracan, delegat pel seu cosí el general príncep Grigori Potiomkin, que era el plenipotenciari oficial. La delegació de Kartli-Kakhètia estava composta per un dignatari de Kartli i un de Kakhètia, tots dos d'alt rang: Ioane, príncep de Mukhrani, gendre del rei, i el ajudant general Garsevan Xavxavadze. Els emissaris van signar el document el 24 de juliol de 1783 i aquest seria ratificat per Irakli II i per Caterina la Gran el 1784.

## Conseqüències

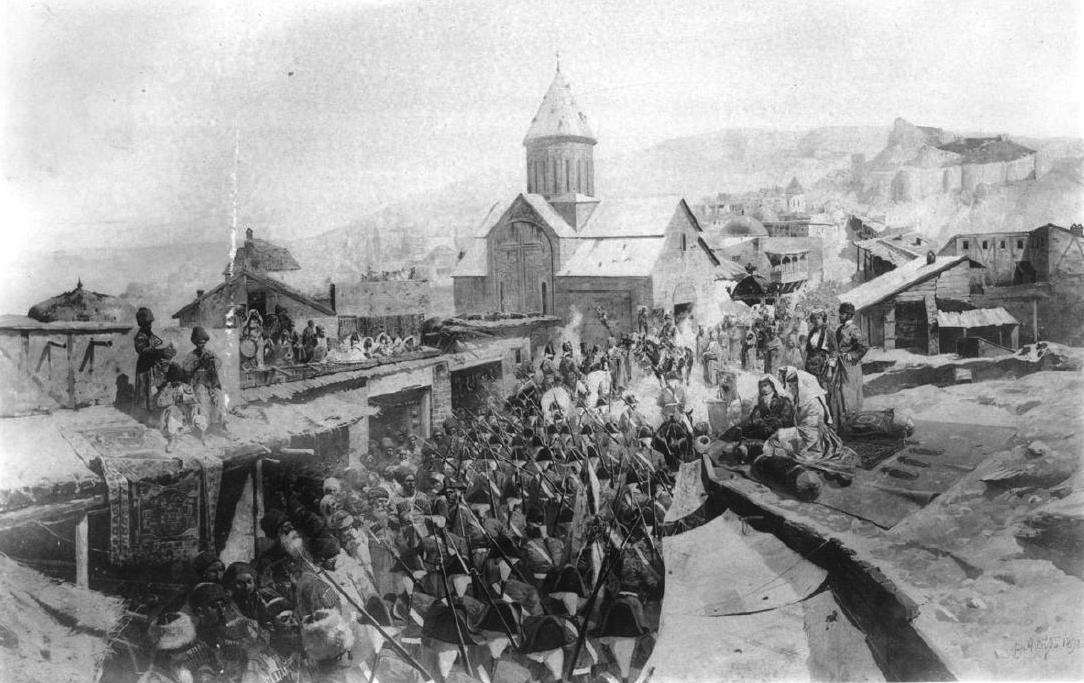
Entrada del 17º Regiment de Caçadors del general-major Iván Lázarev a Tbilisi el 26 de novembre de 1799. Franz Roubaud.

Les conseqüències del tractat de Gueórguievsk van demostrar ser lamentables pels georgians. L'adhesió de Heracli II al tractat, va decidir al nou governant de Pèrsia, Agha Muhàmmad Khan Qajar (fundador de la Dinastia Qajar), a atacar-lo. Rússia no va fer res per ajudar els georgians durant la desastrosa batalla de Krtsanisi el 1795, després de la qual Tiflis va ser saquejada i el país sencer va ser devastat (inclòs el regne occidental d'Imerècia, governat pel net de Heracli II, el rei Salomó II). En conseqüència Caterina II va declarar la guerra a Pèrsia i va enviar un exèrcit a Transcaucàsia, però la seva mort detindria l'expedició.
El nou tsar Pau I va mobilitzar als exèrcits cap a altres objectius estratègics. El Xahanxà persa considerava la possibilitat d'expulsar a la població cristiana de Geòrgia i Armènia orientals, llançant una campanya des del Karabagh, però els seus plans van resultar frustrats, no per la resistència russa, sinó per un assassí persa el 1797.
El 14 de gener de 1798, el rei Heracli II va ser succeït en el tron pel seu fill major, Jordi XII (1746-1800), qui va reconèixer al seu torn, el 22 de febrer de 1799, com el seu hereu natural al seu fill major el tsarévitx David Bagrationi. Els russos van estacionar tropes a Kartli-Kakhètia aquell mateix any. D'acord amb l'article VI del tractat, Pau I va confirmar el dret de David al tron com a proper rei el 18 d'abril del mateix any. No obstant això, van començar les disputes entre els fills de Jordi i els de Heracli pel tron, ja que Heracli II va canviar la llei successòria per suggeriment de la seva tercera esposa, la reina Darejan Dadiani, per afavorir els germans menors dels futurs reis en lloc dels seus propis fills. Això va forçar al rei Jordi a convidar secretament a Pau I a envair Kartli-Kakhètia i subjugar als prínceps bagràtides, governant a partir de llavors el regne des de Sant Petersburg mantenint-lo a ell i als seus descendents com a sobirans nominals, perdent la dinastia Bagrationi la seva sobirania efectiva, que quedaria sota el poder dels emperadors Romànov. La contínua pressió persa també va urgir Jordi XII a requerir la intervenció russa.
Pau I va estar temptat d'acceptar aquesta oferta, però finalment va canviar d'opinió abans de les negociacions i va promulgar un decret el 18 de desembre de 1800 pel qual annexava Kartli-Kakhètia a l'Imperi Rus i deposava als bagràtides. Pau I va morir poc després, i el seu successor Alexandre I, va considerar el retractar-se de l'annexió en favor d'un hereu bagràtida, però al no haver-hi un candidat clar que pogués retenir la corona sense problemes, va decidir confirmar l'annexió el 12 de setembre de 1801. Mentrestant, el rei Jordi va morir el 28 de desembre de 1800, sense saber que havia perdut el tron. A l'abril de l'any següent, les tropes russes van prendre el control de l'administració del país i al febrer de 1803 el tsarèvitx David Bagrationi va ser escortat per tropes russes de Tiflis a Sant Petersburg. Se li va adjudicar una pensió i se'l va fer membre del Senat. Va mantenir la seva consideració reial fins al 6 de maig de 1833 quan va passar de ser considerat tsarèvitx (equivalent rus de batonishvili) a kniaz al costat d'altres membres de la dinastia deposada, per causa de la revolta georgiana encapçalada per l'oncle de David, el príncep Aleksandre Bagrationi.
L'annexió per part de Pau I de Geòrgia oriental i l'exili dels bagràtides va ser controvertida: els historiadors soviètics mantindrien que va ser un acte de "germanor entre els pobles rus i georgià" justificant-ho com un acte per protegir Geòrgia tant dels seus enemics històrics com de la seva dinastia autòctona decadent. No obstant això, no es va signar cap esmena bilateral a les seccions 2 i 3 de l'article VI del tractat de 1784, que obligava a Rússia a "preservar a Sa Serena Altesa el tsar Irakli Temiúrovitx i els seus Hereus i descendents de la seva Casa, ininterromputs en el tron de Kartli i Kakhètia […] prohibint a les Autoritats Militars i Civils de Sa Majestat intervenir en cap llei o mandat domèstic".

## Llegat

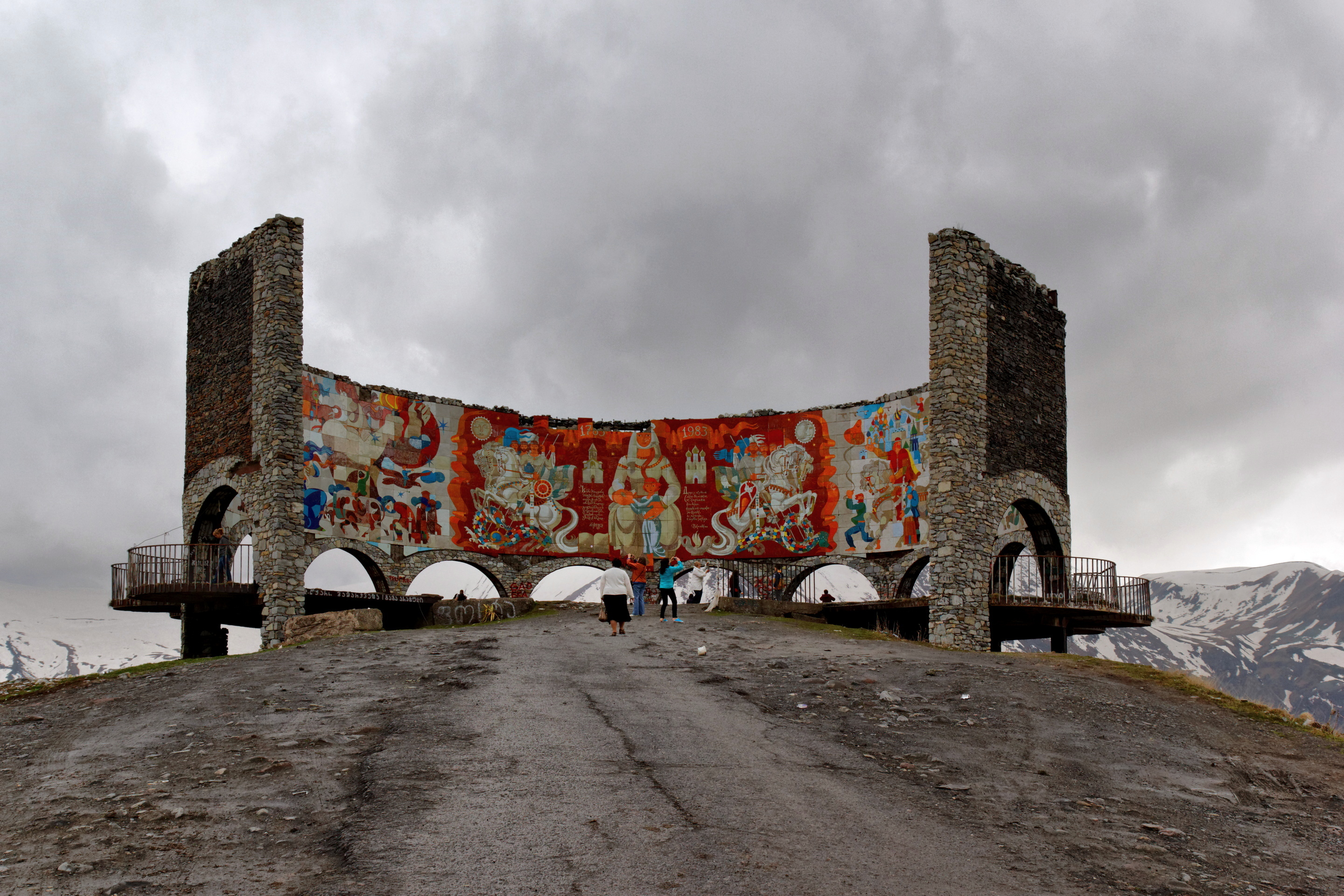
Monument a l'Amistat Russo-Georgiana al Camí Militar Georgià.

Irònicament, aquesta clàusula del tractat seria reutilitzada en els intents de restauració de la monarquia russa durant el segle xx. El 1948, Vladímir Kirílovitx Romànov (1917-1992), pretendent al tron de Rússia, es va casar amb la princesa Leònida Gueórguievna Bagration-Mukhrànskaia (n. 1914), descendent del Mukhranbatoni que va negociar el tractat de 1783, i pertanyent per tant a la Casa Reial Bagrationi. El matrimoni va tenir una única filla, Maria Vladímirovna (n. 1956), que va heretar la reclamació del seu pare com a monarca de iure de Rússia. Ella i el seu fill, Jordi (nascut d'un matrimoni anterior amb el príncep Francesc Guillem de Prússia), han pretès el vell títol ducal dels Romànov. Els seus partidaris argumenten que el matrimoni del seu pare amb Leònida, és l'únic entre els matrimonis dels homes Romànov en exili des de 1917 que compleix amb la norma de la casa Romànov que requeria el matrimoni amb una princesa d'una família reial o governant, perquè els seus descendents poguessin reclamar el tron. Aquesta norma també preveia que en el cas de l'extinció de tots els dinastes varons, les fèmines Romànov nascudes de mares de la dinastia són elegibles per heretar la corona. Basant-se en aquests arguments, Maria afirma que té la reclamació més forta al tron rus en el cas que alguna vegada es restauri la monarquia russa. Els contraris a aquesta successió, afirmen que la casa bagràtida ja no és reial per haver estat relegada al grau principesc (kniaz) de la noblesa russa.